# Гостинг
Го́стинг (от англ. ghosting; ghost — «призрак») — резкое прекращение каких-либо отношений без предупреждения и объяснения возможных на то причин. Активный рост популярности применения термина в разных сферах приходится на 2010-е годы. Первая официальная трактовка понятия произошла в 2015 году словарём Collins English Dictionary.

## Виды гостинга

### Гостинг в отношениях
Гостинг является одним из способов прекращения романтических или дружеских отношений между людьми. В этой сфере широкое распространение феномен получил благодаря высокой популярности использования современных технологий (текстинг, онлайн-знакомства, социальные сети и др.).
Помимо отказа от личных встреч и общения, существует возможность прекратить отношения посредством блокировки другого в социальных сетях и игнорирования каких-либо попыток выйти на связь.
Также сегодня возможны знакомства без наличия социальных связей между партнёрами, через которых можно было бы найти человека в дальнейшем при необходимости, что и упрощает процесс гостинга.
Гостинг является наиболее болезненным способом прекратить отношения. Считается, что ощущение отторжения для отвергнутого затрагивают те же части мозга, что и физическая боль. Эмоционально человек может столкнуться с чувствами неопределённости, потерянности, тревожности, происходит резкое понижение уровня самооценки и т. д.
Причинами для гостинга, как стратегии для расставания, могут стать:
- боязнь эмоционального дискомфорта в целом;
- нежелание объяснять своё поведение;
- страх столкнуться с неправильной реакцией у партнёра при расставании;
- общая тенденция к потере чувства эмпатии[5].

### Трудовой гостинг
Понятие «гостинг» встречается также и в сфере отношений сотрудник—работодатель, работающих в организации (HR). Гостинг может проявиться на любом этапе работы: от начального собеседования при приёме на должность до прекращения взаимодействия с работодателем при выполнении конкретного задания.
Гостинг может исходить как от сотрудника, так и от работодателя. Существует множество факторов, от которых зависит вероятность его проявления. К ним относятся:
- характеристики места работы, которое может столкнуться с гостингом сотрудников: регион местонахождения компании, специализация, условия работы, репутация организации[7] и др.;
- характеристики кандидата или уже устроившегося сотрудника, осуществляющего гостинг: возраст, образование, уникальность навыков, психологические проблемы в семье или в рабочем коллективе, наличие вредных привычек или зависимостей[8] и др.;
- характеристики работодателя, прибегающего к гостингу на этапе приёма на работу: преследование цели оценить ситуацию на рынке и уровня кандидатов путём размещения «мёртвых» вакансий[9], наличие огромного количества потенциальных сотрудников[10] и др.
- характеристики работодателя, прибегающего к гостингу для прекращения рабочих отношений с уже имеющимся сотрудником: непрофессионализм, безответственность, самодурство, садизм и др.

Гостинг является довольно распространённым явлением. По результатам исследования, проведенным компанией HeadHunter, лишь 10 % из 287 российских работодателей ни разу не сталкивалось с данным явлением. Из оставшейся доли около 36 % сталкивались с гостингом сотрудников более 9 раз.

## Критика
Существует позиция, опровергающая факт того, что «гостинг» является новым явлением. Люди целенаправленно «исчезали» до появления современных технологий, и, тем более, далеко не только миллениалам присуща данная модель поведения. Главной причиной появления этого термина стал резкий рост использования данной стратегии для прекращения романтических отношений в последнее время, а также широкая огласка любых проявлений гостинга у известных личностей.

## Гостинг в культуре
Жертвами гостинга неоднократно становились медийные личности, которые в итоге посвящали своё творчество данной теме.